# 흰등밭종다리
흰등밭종다리(영어: Pechora Pipit, 학명: Anthus gustavi)는 참새목 할미새과에 속하는 새이다.

## 생김새
배가 흰색이며 머리에서 등에는 회갈색에 흑갈색 줄무늬가 있다. 가슴과 옆구리에 흑갈색 굵은 줄무늬가 있다. 등에 흰색 줄무늬가 뚜렷한 것이 특징이다.

## 서식지
시베리아 북부, 러시아 극동 북부, 캄차카에서 번식하고 필리핀, 보르네오, 몰루카제도 등에서 월동한다. 관목이 자라는 물가가 있는 습지나 풀밭 등에서 먹이를 찾는다.

## 아종
흰등밭종다리는 2아종으로 나뉜다.
- A.g.gustavi
- 쇠흰등밭종다리 (A.g.menzbieri)-아무르강 하류 유역과 한카호 주변의 좁은 지역에서 번식